# Région de San-Pédro
La région de San-Pédro est une région de Côte d'Ivoire, située à l'extrême sud-ouest du pays, bordant le Libéria à l'ouest et le golfe de Guinée au sud (dont elle est la région administrative la plus occidentale). Elle fait partie du district du Bas-Sassandra. En 2021, sa population est de 1 060 724 habitants.

## Géographie
La région de San-Pédro est de la Côte d'Ivoire. Elle borde le Libéria à l'ouest, l'océan Atlantique au sud et la région de Nawa à l'est.
Elle se trouve à environ 368 km d'Abidjan et à 482 km de Yamoussoukro.

### Hydrologie
La région dispose d'au moins six fleuves côtiers.
Son fleuve principal est le San-Pédro, qui naît dans la région voisine de Nawa.

## Population
En 2021, sa population est de 1 060 724 habitants.

## Administration
Son chef-lieu est la ville de San-Pédro. Son niveau administratif supérieur est le district du Bas-Sassandra, qu'elle forme avec les régions de Nawa (Soubré) et du Gbôklè (Sassandra).
Elle comprend onze sous-préfectures : San-Pédro, Gabiadji, Doba, Grand-Béréby, Dogbo, Grabo, Olodio, Djouroutou, Djamadjoké, Dapo-Iboké.
Deux départements forment la structure administrative inférieure de la région : 
- San-Pédro ;
- Tabou.

## Politique
Donatien Beugré (Rassemblement des houphouëtistes pour la démocratie et la paix, RHDP) est élu président du conseil régional lors de l'élection régionale d'avril 2013 avec 57,8 % des voix face au candidat indépendant Émile Soko Gnepa. Soutenu uniquement par le Parti démocratique de Côte d'Ivoire – Rassemblement démocratique africain (PDCI), Beugré est réélu lors de l'élection régionale d'octobre 2018 avec 42,6 % des voix face au candidat du RHDP Émile Soko Gnepa (35,4 %). Lors de l'élection de septembre 2023, Clément Boueka Nabo, candidat du RHDP, est élu avec 51,0 % des voix devant Donatien Beugré (40,1 %).

## Économie
Tous les secteurs d'activités sont représentés dans la région : primaire, secondaire et tertiaire.
San-Pédro est la deuxième plus riche région de Côte-d'Ivoire, notamment grâce aux activités de son port. Le port autonome de la ville de San-Pédro est le plus gros port cacoyer au monde, avec plus de la moitié des exportations ivoiriennes partant de cet endroit.
La région est desservie par l'Aéroport de San-Pédro et des vols de la compagnie locale Air Côte d'Ivoire.
La ville de San-Pédro est également reliée à d'autres villes ivoiriennes par trois routes goudronnées en direction de Tabou, Soubré et Sassandra ainsi qu'au Libéria, via la nationale A7. Mais la ville de San Pédro n'échappe pas au syndrome des villes ivoiriennes s'agissant des voiries : peu de voies sont bitumées, les routes sont souvent en latérite.
Le Conseil Régional de San-Pédro ambitionnait en 2014 de faire de la région la locomotive touristique du pays à l'horizon 2020. Un programme d'investissement fut d'ailleurs mis en œuvre autour des infrastructures, de l'agriculture, du tourisme, de la sécurité, de l'emploi, de la promotion humaine (groupes sociaux).

### Tourisme
La région dispose d'atouts importants pour l'économie touristique.
Au nord, elle est bordée par le Parc national de Taï, réputé pour ses populations d'éléphants, de buffles, de singes, de céphalophes, de zèbres, d'hippopotames et de panthères.
Au sud, les villes côtières de San-Pédro, Grand-béréby et Tabou, sont des attractions touristiques avec notamment leurs marchés, leurs activités nautiques et leurs musées.
Elle est dotée de sites balnéaires importants, avec 150 kilomètres de plages aménagées, 500 chambres pour 31 hôtels sur sa seule côte.
Les services publics et privés y sont également présents en nombre : sécurité, transports urbains, télécommunication, eaux, banques, infrastructures hôtelières, restaurants européens, africains, etc.